# Willoughby Smith

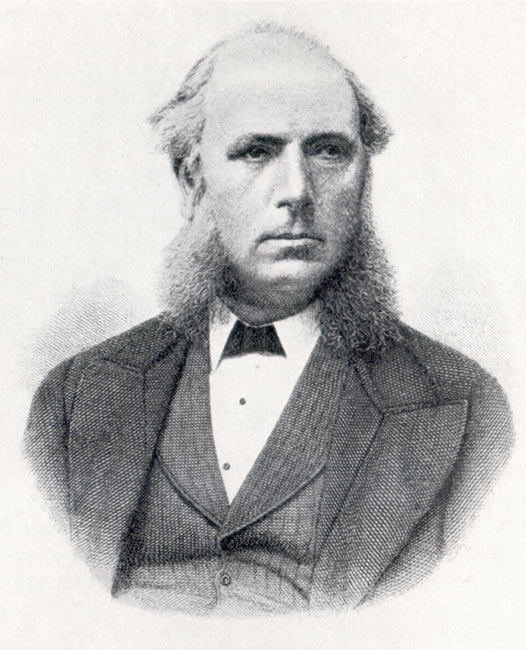
Willoughby Smith

Willoughby Smith (* 6. April 1828 in Great Yarmouth, Norfolk; † 17. Juli 1891 in Eastbourne, Sussex) war ein englischer Elektroingenieur. Er gilt als Entdecker der Photokonduktanz des Elementes Selen und lieferte die Grundlagen zur Entwicklung der Selenzelle.

## Leben
Ab 1848 arbeitete er bei der Londoner Gutta Percha Company an der Entwicklung elektrischer Isolierstoffe für Seekabel, insbesondere über die Eigenschaften des Guttapercha. 1849 überwachte er die Herstellung und im folgenden Jahr die versuchsweise erste Verlegung eines 30 Meilen langen Seekabels zwischen Dover und Calais. Er arbeitet dabei eng mit Charles Wheatstone zusammen und hatte danach maßgeblichen Anteil an der Verbesserung der Isolation. 
1854 verlegte er das erste Seekabel im Mittelmeer zwischen La Spezia und Korsika, Korsika und Sardinien, und später zwischen Sardinien und Cona in Algerien. 1859 arbeitete er gemeinsam mit dem Techniker Chatterton an der nach diesem benannten „Chatterton-Ausgußmasse“ für Kabel (britisches Patent 2809). 1865 war er mit an Bord der Great Eastern und assistierte bei der Verlegung des Kabels zwischen Irland und Neufundland.
Smith entwickelte ein Gerät zur kontinuierlichen Überwachung der Seekabel. Dazu suchte er ein Material mit hohem Widerstand, was aber kein Nichtleiter sein sollte. 1873 wählte er hierfür Barren aus Selen. Der Superintendent der Valentia-Kabelstation Joseph May bemerkte später Veränderungen deren Leitfähigkeit, was sie auf Veränderungen der Belichtung des Selens zurückführten. Smith veröffentlichte ihre Beobachtung, die von Lieutenant Harry Napier Draper und Richard J. Moss konstatiert und näher untersucht wurde. 
Er wurde Geschäftspartner bei Elliott Brothers. Um 1885 unternahm er auch erste Versuche zur drahtlosen Telegrafie. Um eine telegraphische Verbindung zwischen dem Leuchtturm von Fastnet und der Küste, wo infolge der Gefährlichkeit des Meeres ein Kabel nicht verlegt werden konnte, herzustellen, bediente sich Willoughby Smith folgender Anordnung: Vom Leuchtturm aus wurden über die Felsen in entgegengesetzter Richtung zwei blanke Drähte gespannt, welche mit zwei ins Meer versenkten Platten verbunden wurden.
Seine Söhne waren William Oliver Smith (1855–1943) und Willoughby Statham Smith (1860–1946).

## Veröffentlichungen
- Induction; 1882
- The Rise And Extension Of Submarine Telegraphy; 1891
- The Society of telegraph engineers and of electricians; 1911